# Diecezja Kordoby
Diecezja Kordoby (łac. Dioecesis Cordubensis) – diecezja Kościoła rzymskokatolickiego w Hiszpanii. Należy do metropolii Sewilli. Została erygowana w III wieku.

## Biskupi
- Biskup diecezjalny: Jesús Fernández González
- Biskup senior: Demetrio Fernández González